# Fakulteta za agronomijo, gozdarstvo in veterinarstvo v Ljubljani
Fakulteta za agronomijo, gozdarstvo in veterinarstvo s sedežem v Ljubljani, je bivša fakulteta, ki je bila članica Univerze v Ljubljani.

## Zgodovina
Fakulteta je bila ustanovljena leta 1956, ko je dotakratna Agronomska in gozdarska fakulteta začela izvajati tudi študij veterine in je bila temu primerno ustrezno preimenovana. Leta 1961 je bila preimenovana v Biotehniško fakulteto.